# 菲比亞山
46°32′34″N 8°32′51″E / 46.542756°N 8.547518°E

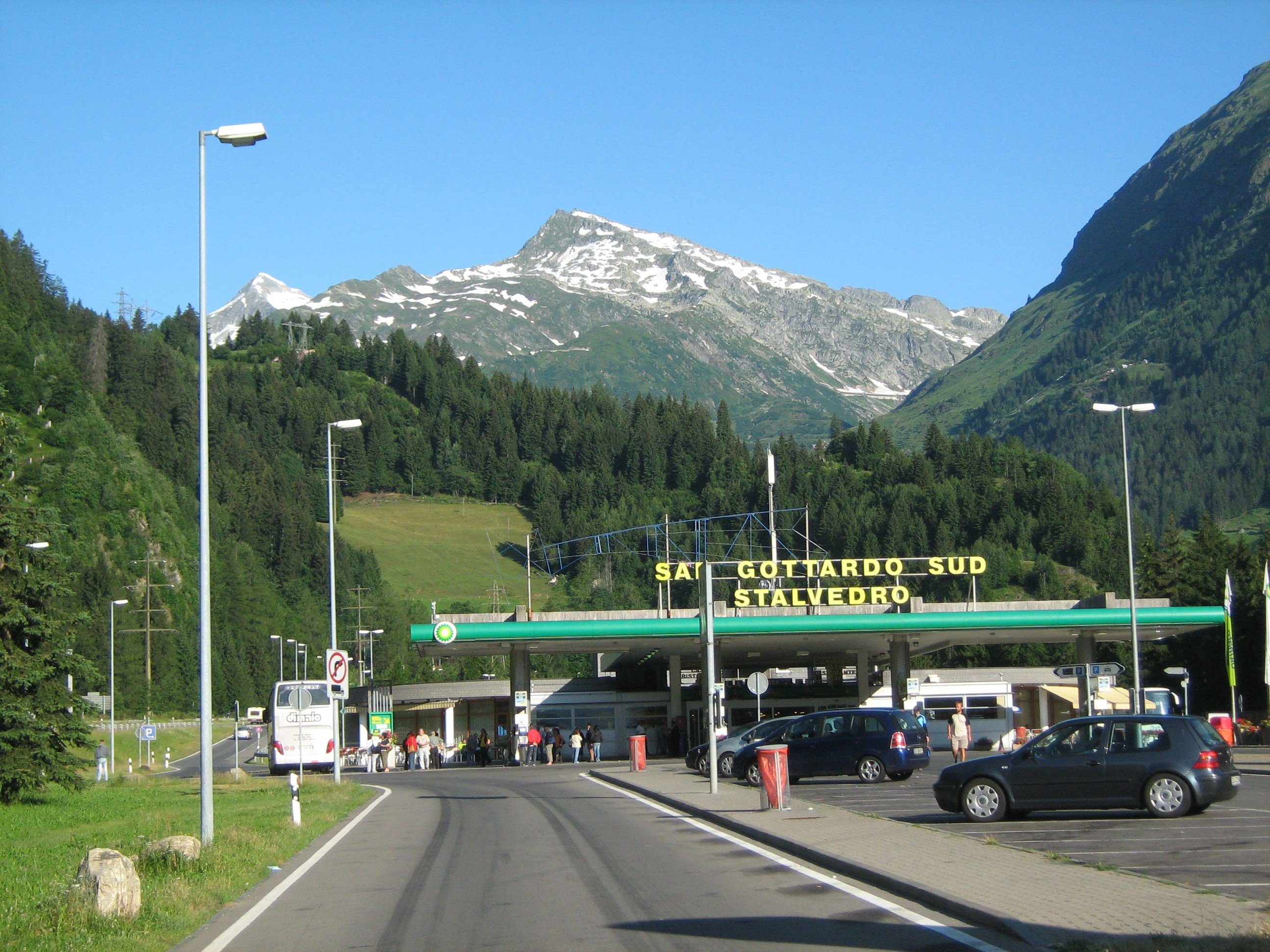

菲比亞山（Fibbia），是瑞士的山峰，位於該國南部，由提契諾州負責管轄，屬於哥達山的一部分，該山峰海拔高度2,739米，每年平均降雨量2,204毫米。